# Los Angeles Film Critics Association Awards 2021
La 47ª edizione dei Los Angeles Film Critics Association Awards si è tenuta il 18 dicembre 2021.

## Premi

### Miglior film
- Drive My Car, regia di Ryūsuke Hamaguchi
  - 2º classificato: Il potere del cane (The Power of the Dog), regia di Jane Campion

### Miglior attore
- Simon Rex - Red Rocket
  - 2º classificato: Benedict Cumberbatch - Il potere del cane (The Power of the Dog)

### Miglior attrice
- Penélope Cruz - Madres paralelas
  - 2º classificata: Renate Reinsve - La persona peggiore del mondo (Verdens verste menneske)

### Miglior regista
- Jane Campion - Il potere del cane (The Power of the Dog)
  - 2º classificato: Ryūsuke Hamaguchi - Drive My Car

### Miglior attore non protagonista
- Kodi Smit-McPhee - Il potere del cane (The Power of the Dog)
- Vincent Lindon - Titane

### Miglior attrice non protagonista
- Ariana DeBose - West Side Story
  - 2º classificata: Aunjanue Ellis - Una famiglia vincente - King Richard (King Richard)

### Miglior sceneggiatura
- Ryūsuke Hamaguchi e Takamasa Ōe - Drive My Car
  - 2º classificato: Paul Thomas Anderson - Licorice Pizza

### Miglior fotografia
- Ari Wegner - Il potere del cane (The Power of the Dog)
  - 2º classificato: Greig Fraser - Dune

### Miglior scenografia
- Steve Saklad - Barb & Star Go to Vista Del Mar
  - 2º classificato: Tamara Deverell - La fiera delle illusioni - Nightmare Alley (Nightmare Alley)

### Miglior montaggio
- Joshua L. Pearson - Summer of Soul
  - 2º classificato: Andy Jurgensen - Licorice Pizza

### Miglior colonna sonora
- Alberto Iglesias - Madres paralelas
  - 2º classificato: Jonny Greenwood - Il potere del cane (The Power of the Dog) e Spencer

### Miglior film in lingua straniera
- Petite Maman, regia di Céline Sciamma
  - 2º classificato: Quo vadis, Aida?, regia di Jasmila Žbanić

### Miglior film d'animazione
- Flee (Flugt), regia di Jonas Poher Rasmussen
  - 2º classificato: Belle (竜とそばかすの姫), regia di Mamoru Hosoda

### Miglior documentario
- Summer of Soul, regia di Ahmir Khalib Thompson
  - 2º classificato: Procession, regia di Robert Greene

### New Generation Award
- Shatara Michelle Ford - Test Pattern
- Tatiana Huezo Sánchez - Prayers for the Stolen

### Miglior film sperimentale/indipendente
- The Works and Days (of Tayoko Shiojiri in the Shiotani Basin), regia di C.W. Winter ed Anders Edström

### Career Achievement Award
- Mel Brooks

### Citazione speciale
- L.A. Rebellion